# Simbologia i adoració del foc
L'adoració del foc és l'acció de retre culte a aquest element, considerant-lo sagrat o representant d'alguna divinitat. La veneració al foc ha estat el tret característic de quasi tots els pobles de l'antiguitat juntament amb el culte al sol, del qual no pot fàcilment dissociar-se, perquè els déus solars a voltes també ho eren del foc. En la majoria de les cultures se'n registren rituals, llegendes, pintures, tota mena d'escrits i representacions artístiques.
La simbologia del foc, en canvi, descriu els diversos significats i interpretacions atribuïts en les religions, en les diverses cultures i en els rituals. En l'esoterisme, en l'alquímia i en l'astrologia se li ha concedit una gran importància.

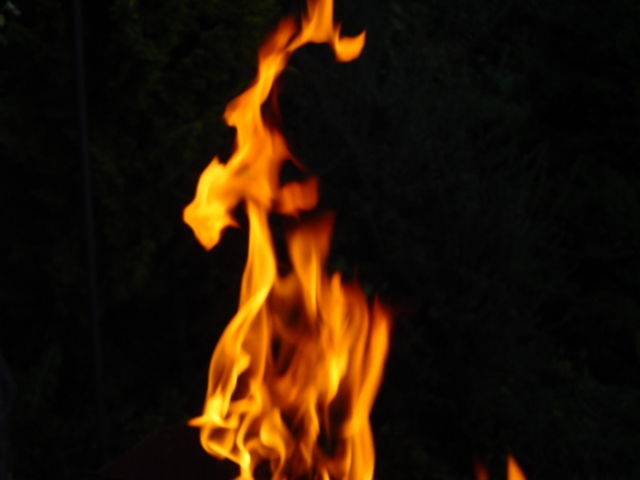
El foc ha estat adorat per gairebé tots els pobles de l'edat antiga

## Motius d'adoració
Segons diversos especialistes, la religió primitiva va tenir un origen biològic, a part de les associacions morals i de tota influència espiritual.
En el cas del foc, és fàcil suposar els motius de la seua adoració. Bàsicament, se li retia culte per la fascinació que provocava i pel seu origen desconegut, la qual cosa va impactar quasi tots els pobles primitius. Es pensa que el culte al foc sorgí en la prehistòria, més exactament en el Paleolític mitjà (150000 ae- 40000 ae), amb l'aparició de l'Homo Neardenthalensis.
Es creu que, en els períodes de pluges perllongades, quan el foc del llogaret es devia extingir, s'hauria mancat d'aquest element durant mesos o potser anys. En tal cas, és segur que la persona que haguera aconseguit retornar-lo al llogaret seria considerada una heroïna. A partir d'aquest punt, s'interpreta que el foc fou sinònim de salvació, protecció i aliment: per això se li va retre culte més tard.

## Llegendes i rituals

### Mitologia grecoromana

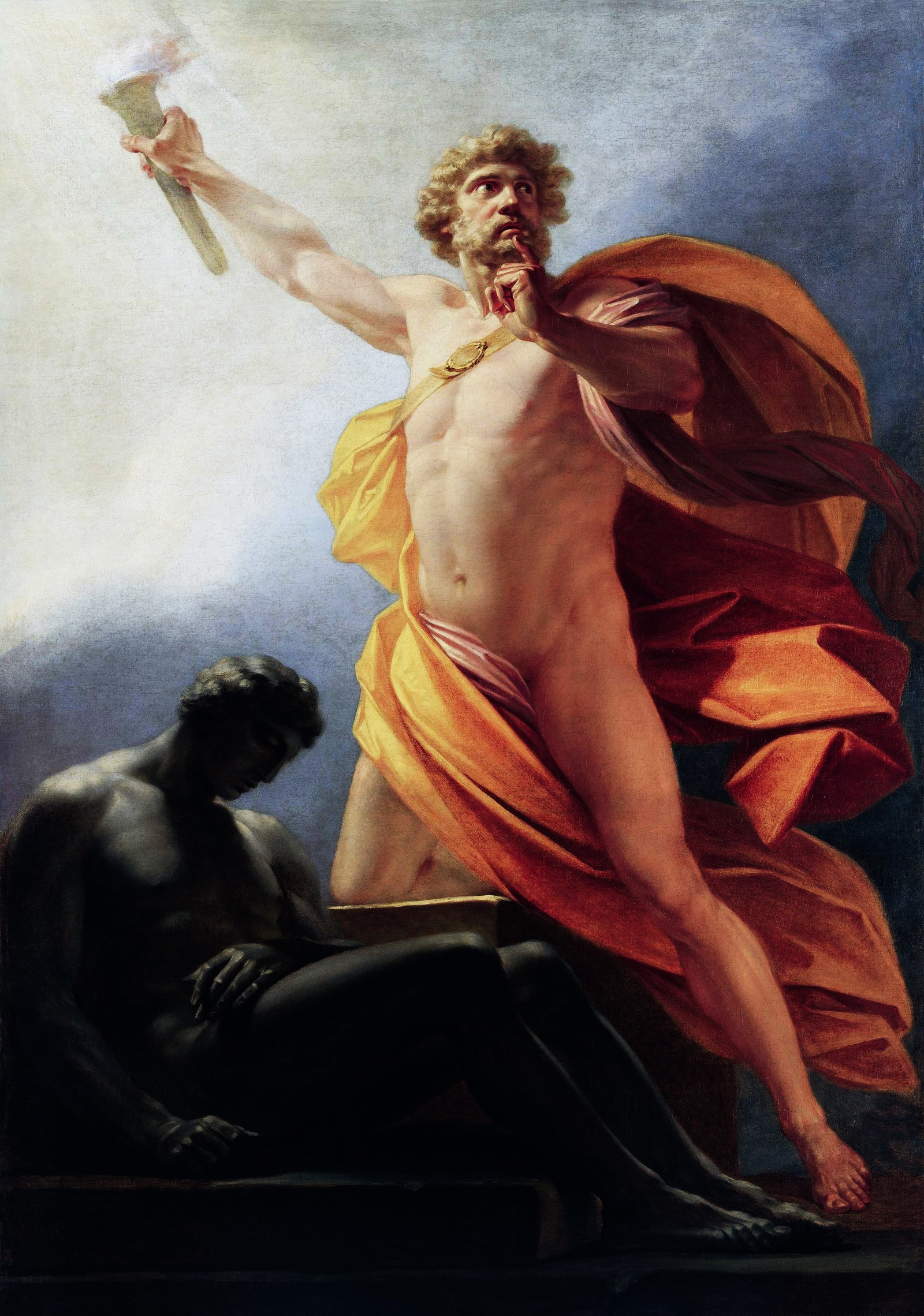
Representació artística de Prometeu, portant el foc a la humanitat

En la mitologia grega, el mite que explica l'origen del foc és el de Prometeu, un tità fill de Japet i Climene, el nom del qual, en grec, significa 'vident'.
Segons aquest mite, Prometeu, que gaudia enutjant a Zeus, creà els éssers humans amb argila mullada amb les seues llàgrimes. La dea Atena, la seua amiga, en veure les seues creacions, va decidir atorgar-los el do de la saviesa. En passar un temps, el fill de titans els ensenyà a fer sacrificis als déus, a navegar i a conrear i pasturar bestiar, a més de controlar el foc.
En una disputa sobre quina part de la víctima d'un sacrifici corresponia als déus i quina als humans, Prometeu, triat jutge, va fer dues bosses amb la pell de l'animal, en una en diposità la carn tapada amb les vísceres i en l'altra ficà els ossos coberts amb el greix atractivament col·locat. Llavors, li demanà a Zeus que en triara una. Aquest seleccionà la d'ossos, doncs li va semblar més atractiva, però quan es va adonar de l'engany, li arrabassà el foc als humans.
Prometeu, enfadat, decidí prendre una mica del foc sagrat olímpic per lliurar-li'l a la humanitat, amb una tija de canyaferla. Després d'això, marxà cap a la Terra amb el carro d'Hèlios, el déu solar, per complir el seu noble propòsit. Quan Zeus veié el que el tità havia fet, creà una dona anomenada Pandora, a la qual tots els déus dotaren amb les seues habilitats, i fins li sembraren la llavor de la maldat. Li donaren una caixa que suposadament contenia molts presents per a Prometeu, encara que en realitat s'hi reunien totes les desgràcies inimaginables. Pandora anà a la Terra per intentar seduir Prometeu i el seu germà Epimeteu, però mentre el primer s'hi mantingué impassible, el segon no es resistí als seus encants. Pandora va obrir la caixa i n'isqueren tots els mals i la mort. Llavors, Zeus decidí enviar un diluvi per deixar la Terra lliure d'éssers vivents; i, com a càstig, col·locà Prometeu al cim d'una muntanya on una àguila li menjava el fetge.
La cultura grega venerava dos déus del foc: Hestia (en la mitologia romana, Vesta) i Hefest (Vulcà). La primera era a més la dea de la llar, que protegia els infants i les verges. Hefest, en canvi, era un déu ferrer, el més hàbil de l'Olimp. Aquest últim era un déu fill d'Hera i Zeus, però, segons Hesíode, d'Hera solament. El considerava un déu dels metalls, a més del foc. Fou cridat per Zeus per lligar Prometeu al cim d'aquella muntanya: acatava tota ordre seua, hi estiguera o no d'acord. De les seues moltes unions amoroses, la més destacable fou la que tingué amb Cabiro, filla de Protees, de la qual nasqueren els Cabiri, que eren deïtats del foc. Aquest déu era venerat al costat d'Atena, patrona de les belles arts, la intel·ligència i la guerra; i entre les festes en el seu honor destacava l'Hefestia, una processó en què participaven les poblacions de Lemnos, Frígia, Carea i Lícia, i es feia cada cinc anys. Hi havia un temple dedicat a aquest déu en l'àgora d'Atenes anomenat Tisio. En les danses que solien celebrar-se per a ell els ballarins simulaven coixejar, ja que aquest déu quedà ranc després d'una caiguda des de l'Olimp.
Hestia o Vesta era venerada com la dea del foc de la llar. Segons la mitologia, era l'única dea que es mantenia en l'anonimat, sense intervenir en cap disputa divina de l'Olimp, rebutjant qualsevol tipus d'invitació amorosa i disposada a romandre verge. Aquesta pacífica dea és filla de Cronos i Rea i germana major de Zeus. Se suposa que és la més antiga personificació de la Mare Terra i del foc que crema en les seues entranyes, com Hefest és una personificació del foc dels volcans (d'ací el seu nom romà, Vulcà). A més de protegir les llars de tota mena de desastres, aquesta dea protegia cada ciutat grega en particular. Es diu que quan jurà romandre sempre verge tocant-li el cap a Zeus, aquest li va concedir habitar al centre de la Terra, i per això se l'associa amb l'illa de Delfos, anomenada també Omphailó, el 'melic del món'. Cada vegada que es començava una oració, s'invocava el nom d'Hestia, i en acabant, es feia igual, demanant-li protecció de la casa.
Si bé a Grècia no se li va concedir massa importància a Roma era adorada com la dea protectora de la humanitat en conjunt, protectora de les llars i del foc sagrat de Roma, representant a més del seu benestar, la res publica. Hi havia a Roma un temple en el seu honor, denominat Aedes Vestae, on cremava el foc sagrat, representació del foc que cremava al pit dels humans per acció de Vesta. L'origen del foc que cremava en aquest temple es remunta a molt abans, fins i tot fins a la prehistòria, quan existia un "foc comunitari", en llatí focus publicus, que era protegit per un grup escollit, en el cas de la mitologia grecoromana, les sacerdotesses o verges vestals. Aquest foc tenia la funció de servir com a reemplaçament del foc de la llar quan aquest s'apagava, doncs en l'antiguitat, encendre un foc era una tasca summament dificultosa. A mesura que les societats van evolucionant, el focus publicus deixà de ser una font d'obtenció de foc per preparar els aliments i escalfar-se a la nit, i passà a ser sinònim de llar i família, almenys això ocorregué en les societats grega i romana.
Es diu que si s'apagava la custòdia del foc sagrat podia ocasionar desgràcies a Roma; les verges o sacerdotesses vestals el guardaven; les triaven quan tenien entre set i deu anys i no tenien cap defecte físic ni imperfecció. Al principi, quan les primeres vestals foren triades per Enees, aquestes procedien de família aristòcrata, però més tard qualsevol nena filla de romans que tingueren una ocupació honrada podia arribar a ser-ho. La casa on habitaven es deia Aedes Vestae i era un dels edificis més luxosos de Roma. Les vestals podien servir al temple de la dea del foc durant trenta anys: els primers deu com a deixebles, els següents com a protectores de la flama i els darrers com a tutores de les vestals més joves. Passades aquestes dècades, podien casar-se si així ho desitjaven, encara que la majoria d'elles preferia habitar-hi, on eren tractades amb la major cura i vivien envoltades de luxe. Havien de romandre sempre verges, imitant l'exemple de Vesta. Si una sacerdotessa no complia amb els vots, la mataven de manera molt cruel.

### Mitologia celta
En la mitologia celta, la dea del foc era Brigit, que també era la dea de l'art, la poesia i la terra. També era l'encarregada de protegir els ramats i les dones joves, i sobretot protegia els xiquets més menuts.
Segons un escrit celta, el Llibre de les invasions, aquesta dea guerrera era filla de Dagda, rei dels Tuatha Dé Danann, antiga tribu d'éssers feèrics que habitava el territori geogràfic dels celtes abans que els humans hi arribaren.
El nom Brigit procedeix de l'arrel celta Brigi, que significa 'grandesa, admiració, poder'. S'entén, llavors, que el seu nom significa "la més gran". Se li deia "l'excelsa" i se simbolitzava amb una torxa encesa.
Quan els evangelitzadors arribaren a Irlanda, absorbiren moltes llegendes i mites cèltics, i els adaptaren a la seua religió. Algunes gestes dels herois de la seua mitologia s'atribuïren a sants catòlics. Tal és el cas de Brigit, que va ser transformada en santa Brígida d'Irlanda. S'explica que santa Brígida, que se suposa que fou un personatge històric que visqué entre els anys 450 i 523 de, multiplicà una certa vegada el menjar disponible en un saló, i podia munyir les vegades que necessitara la mateixa vaca per produir aliments, a part de realitzar molts altres prodigis. En assabentar-se, però, les autoritats eclesiàstiques de l'origen pagà de santa Brígida, al s. XIII escolliren sant Patrici com a patró d'Irlanda.
El principal ritual en honor de Brigit és l'Imbloc, celebrat cada u de febrer de cada any. Aquest ritual associat a la primavera incloïa bàsicament una renovació dels focs de la llar i un sopar en què participava tot el poble celta i les dones es posaven vestits nous; es passava pels caps i cossos de tots els presents el cinturó de Brigit, simbolitzant així el viatge del foc a totes les parts de l'univers. A més, es feia una neteja de totes les cases, i, en concloure-la, l'home més ancià de la tribu havia d'introduir el seu canell per la porta. Després d'això, la dona més jove havia d'encendre una foguera, per començar els càntics i invocacions a la dea.
Un altre déu celta del foc reconegut com a tal és Belenos, déu del sol, del foc i la medicina. Es diu que era espòs de la dea Sicrona, i que sempre usava una armadura de bronze. Aquesta deïtat també és coneguda amb els noms de Belinus, Belenos, Belanus, Balor i Bile. El nom Belenos i totes les variants signifiquen 'brillant, resplendent'. El ritual fet en el seu honor es deia Beltaine, i era el ritual d'estiu per excel·lència. Celebrat el primer de maig, destacaven connotacions sexuals i guerreres: consistia en una processó on el bestiar es conduïa entre dues fogueres, i s'erigien les anomenades columnes de maig, pals de fusta greixada al voltant dels quals els homes cantaven i ballaven abans d'inserir-los en un forat cavat per les dones. Aquest costum és netament eròtic i tenia com a fi demanar fertilitat. Les interpretació general d'aquest costum és la simbolització de l'acte sexual. En aquest ritual, tots els participants usaven robes colorides i fins disfresses.
El foc en si mateix era considerat sagrat pels celtes, i si s'apagava en una llar era senyal que ocorrerien desgràcies. Durant la nit es cobria per protegir-lo contra el vent i, si s'apagava per accident, es tornava a encendre amb fusta blanca, símbol de puresa. A partir de Nadal, s'encenia una foguera en un tronc, que es deia Gran Tronc o Tió de Nadal. Segons aquestes antigues tradicions, les cendres tenien propietats curatives. En el culte anomenat druidisme, era tradició cremar els morts, encenent una foguera en el seu honor. En la Gàl·lia celta, era un costum molt estés que tots els caps celtes recorregueren al druida major a demanar-li el seu foc (considerat sagrat) per encendre els focs de cada casa i els necessaris per als rituals com Beltaine i Imbloc.

### Mitologia maori

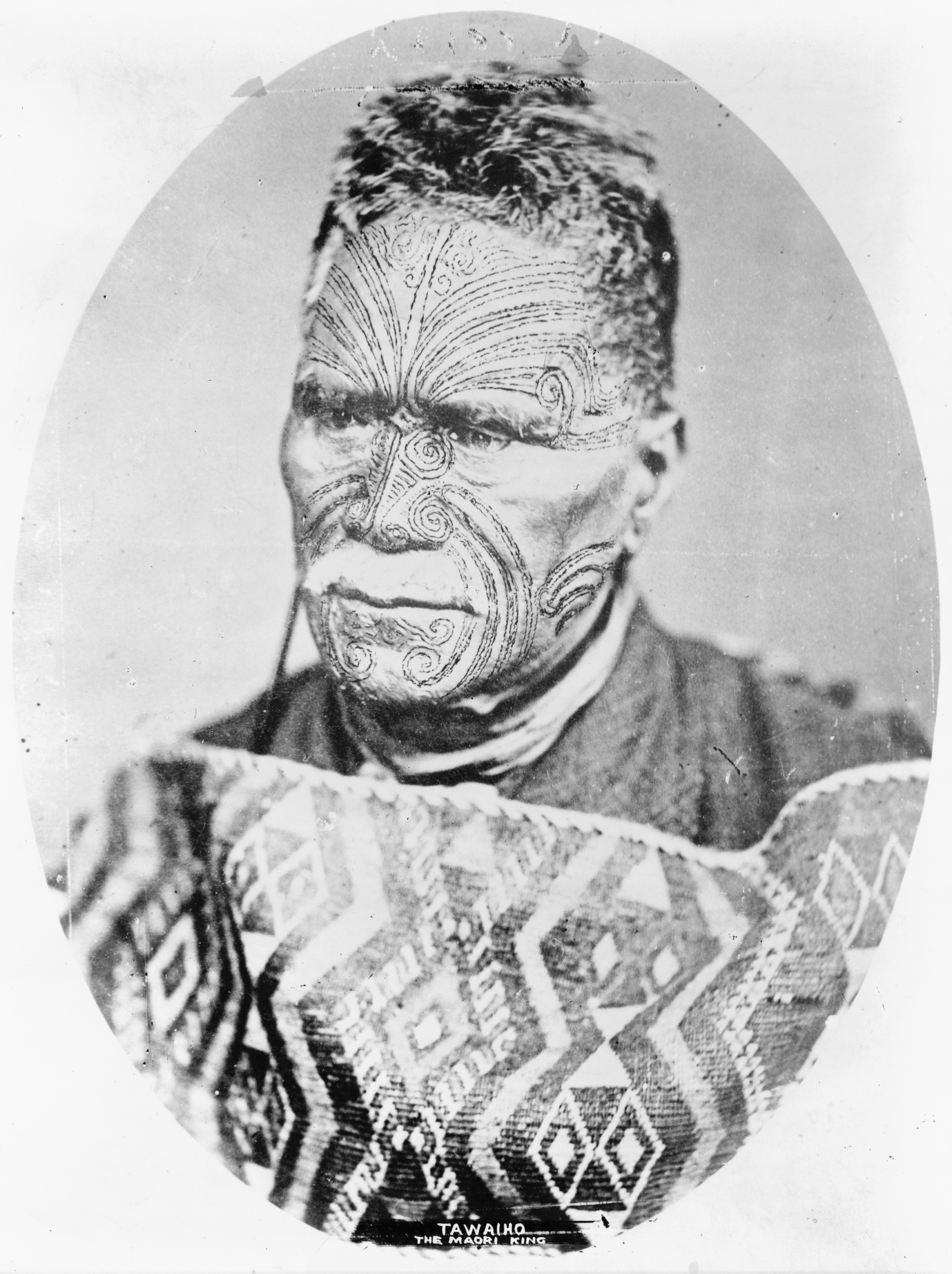
Retrat d'un cap maori

Els indígenes de Nova Zelanda, anomenats maoris, habitants originaris d'aquest país, s'hi establiren en successives migracions, iniciades cap al s. X i concloses en el XIV, procedents de la Polinèsia oriental (Illes Cook, de la Societat o fins i tot Hawaii). Es diu que crearen una cultura totalment independent de les altres cultures de la Polinèsia o d'altres arxipèlags, les idees dels quals predominants eren les de sacrifici, canibalisme i adoració.
La seua mitologia descriu com un heroi, Maui, baixà del cel per ensenyar a les persones l'art de fer foc amb dos trossos de fusta. Ell aconseguí foc originàriament per la Gallina Celestial, totalment feta de foc, que llavors estava protegint els seus pollets. Quan aquesta es va alçar, li'n furtà un i li'l donà als humans. Es diu a més d'aquest heroi que va morir lluitant contra la dea de la mort.
Els rituals maoris més cridaners han estat els d'adoració als volcans, als quals consideraven sagrats per ser l'estatge dels déus. S'oferien als volcans els animals sacrificats per apaivagar la seua ira i sadollar-los la fam; hi ha indicis que certs llogarets maoris feien petites reproduccions de volcans amb l'objectiu de trobar una millor forma de comunicació amb les deïtats de la força, el foc i la calor.
A les Illes de Fiji, territori ocupat pels sawau, hi ha encara individus capaços de caminar sobre el foc, i ho fan per purificar-se l'ànima. Quinze dies abans de la cerimònia, aquests individus han de separar-se dels altres i evitar menjar coco, un gran sacrifici segons els seus costums. Després d'això, s'ha de formar un gran cercle de 3 m de diàmetre i d'un de profunditat, que més endavant s'omplirà amb pedres i material combustible, com fusta seca. Vuit hores abans de la cerimònia, s'encén el gran foc que serà utilitzat per purificar-se. Amb cants rituals, avancen per les pedres cremant sense que els passe res, aparentment sense sentir dolor. Després, es recobreix el foc amb fulles de la flora del lloc, i quatre hores més tard, amb les cendres, es prepara una beguda que es reserva només per als participants del ritual.
Aquest ritual es basa en una llegenda, que explica que al llogaret de Navakeisese vivia un savi que relatava històries, anomenat Dredre. Per agrair-li la seua labor, els membres de la comunitat sawau li duien regals. Una vegada, en preguntar-li què li agradaria que li portaren, demanà que fos el primer que trobaren quan anaren a caçar. Un dels guerrers anà a caçar anguiles gegants en un pantà. Hi trobà el que pensava que era una anguila, i en extraure-ho, prengué la forma d'una divinitat. El guerrer pensà que seria molt bon regal per Dredre. L'esperit, per escapar de la captivitat, li oferí tota mena de regals. Però aquest no es deixava temptar. Fins que la divinitat ajuntà diverses pedres, hi llançà una flamarada, i quan estaven incandescents digué al guerrer: "acosta't sense por. Tens el do de caminar damunt del foc". Aquest comprovà que era veritat, i d'aleshores ençà es diu que tots els sawau tenen aquest poder.
En la cultura maori hi ha també una dansa acompanyada de cants de guerra, el Haka, que s'usava en diverses cerimònies i abans d'un enfrontament bèl·lic. És molt possible que s'hi intentara venerar a aquest element, i sol·licitar-li que els protegira i els donara la victòria en qualsevol empresa i batalla.

### Mitologia persa
Els perses són una branca de la família dels pobles aris, pertanyents a la branca indoiraniana. Al principi eren nòmades, habitants de les estepes de l'Àsia central que emigraren a l'altiplà iranià l'any 1000 ae, mentre que altres pobles com els medes, els parts o els escites feren moviments semblants.
Algunes tribus perses es feren sedentàries, mentre que altres continuaren amb la vida nòmada. Els que s'assentaren adoptaren costums urbans de l'Àsia occidental, especialment quan Cir (559-530 ae) conquistà Elam, Assíria i Babilònia. Esdevingueren caps d'un imperi multiètnic cosmopolita que anava des de la Mediterrània fins a l'Oxus i l'Indus.
Abans de l'arribada de Cir a aquestes terres, hi destacà un sacerdot i profeta anomenat Zaratustra, conegut com a Zoroastre a Grècia. Acostà el sistema religiós al monoteisme: Ahura Mazda era el suprem Savi Senyor del zoroastrisme, nom que rebé aquesta religió; el Bé i el Mal eren conceptes completament dissociats, i rebien els nom de Pensament Sagrat i Pensament del Mal, respectivament.
En el zoroastrisme, el foc era de gran importància, considerat un dels elements més sagrats. El seu culte i l'ús de la planta tòxica efedra es remunten a la fase més primerenca de la regió nòmada ària. Adhur, el foc, fou classificat en cinc categories per l'estament sacerdotal sassànida: Atash Bahram, el foc del temple i del cor; Vohufryana, el foc com a principi vital humà; Vazista, el foc considerat com a llampec dels núvols; Urnazista, el foc com a principi vital en les plantes i Spanishta, el foc sagrat encès al Paradís, la Glòria Eterna.
Els temples del foc més importants eren Adhar Farn-Bag a Karyan, a la regió de Fars; Adhar Gushn-Asp a Shiz, a Adharbayan, i Adhar Burzim-Mehr a la muntanya Revand, a Jorasan. Es pensa que estan relacionats amb els tres nivells socials entre els perses: sacerdots, nobles guerrers i llauradors.
En la darrera apocalipsi zoroàstrica, Arda Viraf Namag ingerí el mey o mang, un vi fet amb efedra, potencialment letal, per accedir a l'inframon. Després de 7 dies en estat de coma, es despertà en un dels temples del foc com si tornara d'un somni feliç i relatà als sacerdots la seua visió.

### Mitologia hindú

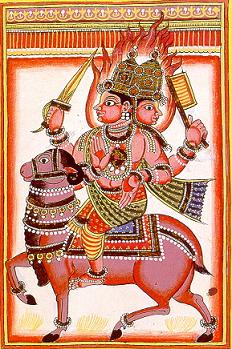
Dibuix d'Agni, deïtat del foc en la mitologia hindú

Els pobles de l'antiga Índia no consideraren important registrar la seua història en ordre cronològic. Vivien amb senzillesa en un clima que desfeia amb rapidesa qualsevol objecte fet pels humans, i cremaven els seus difunts. De manera que deixaven molt poques restes. Per això cal especular sobre l'antiga història de la seua civilització i mitologia, aquesta darrera molt complexa.
La mitologia hindú va proporcionar un sistema de creences que donaren lloc a la religió hindú, contribuint a més a formar les religions jainista i budista. Els déus eren éssers que naixien i morien com els éssers humans.
En el marc de l'hinduismo, Agni (del sànscrit agni, foc) és la deïtat d'aquest element. Juntament amb Indra i Surya formen la trinitat vèdica, després reemplaçada per la de Brahma, Vishnu i Shiva. Agnídev, com també se li coneixia, era fill de la dea Prithivi, la Terra, i del déu Diaus Pitar (en sànscrit, déu pare). Una de les tasques d'Agni era ser missatger entre els déus i els mortals. Protegia els humans i les seues llars. Al cap tenia un milió d'ulls. També era el déu de la terra i la saviesa.
Es representava amb dos caps, suggerint els aspectes benèfics i destructius del foc; ulls, cabellera negra i tres cames i set parells de braços. Del cos li eixien set raigs de llum. El seu mitjà de transport és un boc, o una quadriga tirada per cabres (o més rarament per lloros).
Als temples hindús encara se segueix utilitzant el sagrat trepant Agní manthana per fer foc per fricció, eina que simbolitza el naixement diari d'Agní.
Hi havia tres tipus de "foc d'Agní" entre els hindús: Gārhapatia, Āhavanīia i Dakshina, que es relacionaven amb la digestió, la salut i el cor.

### Mitologia xinesa
Els mites de l'antiga Xina sorgiren de la tradició oral i es conservaren en els textos clàssics durant l'Edat dels Filòsofs, amb l'arribada de la literatura. Els antics escriptors xinesos introduïren passatges fragmentaris de la narrativa mística en les seues obres per il·lustrar els seus temes i donar autoritat a les seues afirmacions.
La mitologia xinesa és una col·lecció difusa de relats curts, aïllats i enigmàtics. Inclosos en textos clàssics diversos, aquests fragments mítics no semblen coincidir, ja que alguns autors els han adaptat al seu punt de vista.
Quant a l'adoració del foc, no dissociada de l'adoració al Sol, n'hi ha diversos mites. Un en parla sobre una enorme sequera que assolà Xina durant el regnat de Tang, el mític fundador de la dinastia Shang. Com la gent moria de fam, aquest decidí oferir-se en sacrifici a Déu per parar el suposat càstig a la humanitat que representava aquella sequera que, segons alguns autors, durà cinc anys, i segons altres, set. Es tombà sobre la pira i l'encengué; llavors els cels s'obriren i va caure sobre ell una gran pluja. Un altre fragment d'aquest mateix mite parla d'una dona prima anomenada Nü Chang, que s'exposà al cim d'una muntanya vestida de verd, representant clarament l'aigua i la regeneració vegetal. Quan el sol isqué, la colpejà sense pietat i ella morí a l'acte, i el seu cos esdevingué diví.
Un altre mite relata un incendi que abastà el món sencer. Una de les versions sosté que el causà un col·lapse del cosmos, reparat per la dea Nü Gua, que representa l'arquetip de l'ordre en aquesta mitologia. Una altra se'n centra en l'incendi en si i presenta la intervenció del déu, l'arquer Yi. En el relat, deu sols aparegueren disposats a destruir la faç de la Terra. Aquest déu s'apiadà del món i Di Jun, un déu celestial, li donà un arc màgic roig i fletxes amb cordes de seda per fer caure els deu sols. Ell jurà que si no ho aconseguia es tallaria els polzes i s'amagaria sota terra. Passat un temps, pogué ensorrar nou sols, però no aconseguí derrotar-ne el darrer; feu el que havia promés i donà així origen al talp. Segons una altra versió del mite, fou el governador Yao qui li demanà que destruïra els sols, a banda de pregar-li que matara sis monstres que atacaven la regió.
En els relats xinesos es parla a més de les forces yin i yang, femenina i masculina respectivament. Cadascuna té propietats oposades, i li corresponen elements complementaris i oposats, com són l'aigua i el foc; aquest últim, segons els xinesos, és una energia d'acció i calor. Tots els éssers vius, d'acord amb els ensenyaments del Fengshui, tenen aquestes dues energies que complementàries i reguladores.

### Mitologia africana
La mitologia d'Àfrica és única i impressionant per la seua gran diversitat. Encara que molts pobles comparteixen una llengua comuna i viuen a prop geogràficament, les creences locals presenten moltes variacions. Sens dubte, hi ha temes comuns, personatges i déus que reapareixen en les mitologies de tot el continent, però cada cultura sol tenir els seus propis esquemes de creences i costums.
Segons els mites del Sudan, el déu Ture fou l'encarregat de fer que el foc arribara als humans. El relat indica que furtà el foc dels seus oncles, déus ferrers, i va fer que s'incendiara el món, perquè la humanitat no en mancara.
Les creences de la República Democràtica del Congo especifiquen que un home anomenat Motu, que s'encarregava de plantar bananes; cada nit patia un robatori, així que decidí atrapar el culpable. Descobrí un grup de "gent dels núvols" que estava tallant bananes. Llavors, capturà una dona dels núvols i, després d'un temps, s'hi casaren. Fins a aquest moment, la gent no coneixia el foc, per la qual cosa menjava l'aliment cru i passava fred quan plovia o bufava vent. Per tant, la dona dels núvols ensenyà a la gent de la tribu a encendre foc, a cuinar i a utilitzar-lo correctament. Passat un temps, la gent dels núvols s'assentà en la tribu i aquests dos mons s'unificaren. Aquesta pau fou alterada quan l'esposa de Motu dugué una cistella a sa casa i li digué que no l'obrira, ja que, si ho feia, la seua gent es veuria obligada a tornar al cel per sempre. Després d'alguns mesos, Motu no aguantà la curiositat i obrí la caixa prohibida, que no contenia gens. En assabentar-se, la gent dels núvols abandonà el món per sempre, i segons aquest mite, aquesta és la causa que els cels i la Terra estiguen separats, i l'origen del foc.
Un mite d'Angola relata les aventures d'un heroi anomenat Nambalisita, en una època en què el cel i la Terra estaven molt distants. En aquest període imperava el mal i la gent sofria plagues i malediccions. En aquest clima, Nambalisita, el primer humà, nascut d'un ou, desafià a Kalunga, creador de tots els altres humans que habitaven el món. Aquest últim va tancar al primer en una cambra, però l'heroi cridà diversos animals, que l'alliberaren i ompliren la cambra de carabasses. Quan Kalunga hi calà foc, les carabasses esclataren, i aquest pensà que el seu enemic havia mort. Les espurnes botaren i tota la regió s'emplenà de foc, i s'escampà arreu del món.
Els relats de Madagascar expliquen les gestes de Iboniamasiboniamanor. Sa mare, Rasoabemanana era una dona infèrtil, per la qual cosa anà a un bruixot, Rakombe, perquè li indiqués la millor manera de concebre un fill. Pujà als cels, i una llagosta l'ajudà a trobar un talismà de fertilitat, a petició del fetiller. Després, ell predigué el destí del nen, i la llagosta de foc entrà al ventre de la dona passant-li pel cap, i quedant-s'hi deu anys. Després, l'heroi feu que sa mare viatjara pel món, a la recerca del lloc ideal per nàixer, una granja. Demanà a sa mare que s'empassara una fulla d'afaitar i tallara l'eixida al ventre, i es trià el seu nom ell mateix, sense ajuda de ningú. Romangué en el foc durant molts anys, fins que volgué casar-se. Per fer-ho, s'hagué d'enfrontar a molta gent i superar diversos obstacles, fins que al final ho aconseguí. Tres anys abans de morir, feu el seu testament: que ningú alterara els llaços sagrats del matrimoni, sota pena de mort. I després va morir, sent considerat l'home que portà el foc al món.

### Mitologia americana

#### Mitologies maia i mexica

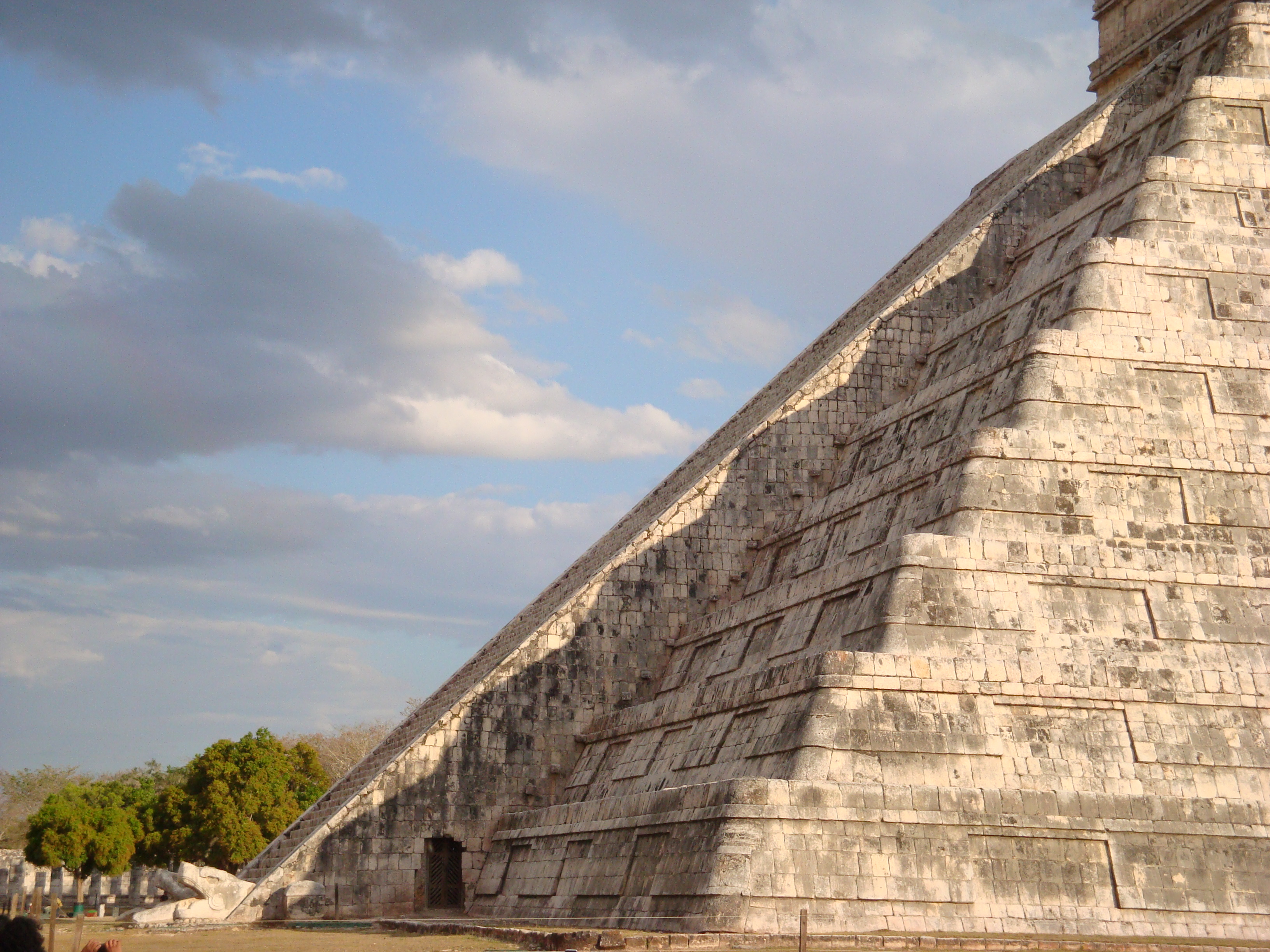
A la piràmide de Chichén Itzá hi ha una representació de la serp emplomallada del foc

Com en totes les societats mesoamericanes, la religió ocupa un lloc central en la cultura maia i va incidir en cadascun dels aspectes quotidians, des de les activitats productives al camp fins a les expressions artístiques i lúdiques. En termes estrictes, la religió maia es basava en tres pilars fonamentals: el politeisme; el naturalisme i el dualisme.
La cerimònia del Foc Nou fou potser la major celebració entre els pobles nahua. La importància de la cerimònia radica que representava la cerca de l'equilibri i ordre de l'univers; ells se sentien en harmonia i col·laboraven per mantenir aquest ordre. Dins de la seua cosmovisió la creació del Sol era representat en aquesta cerimònia, la renovació del compromís al final d'una era mantenia la continuïtat del moviment solar i, per tant, del temps; el pacte fet pels déus per donar vida a aquest món el reafirmaven els humans. N'era intrínsec el coneixement astronòmic: es basava en la posició oposada al primer pas del Sol pel zenit.
En la mitologia maia hi hagué diferents ordres de déus, que corresponien a la seua funció en la comunitat de deïtats. Després dels creadors de l'univers, en segon ordre apareix la figura de Kukulkan, versió maia del déu mexica Quetzacóatl, la serp emplomallada. Representava el déu del vent, Ehecatl, i fou assimilat després del seu contacte amb les cultures de l'Altiplà central de Mèxic. L'arribada d'aquest déu al panteó maia fou tardana, encara que ràpidament fou incorporat i utilitzat per diferents governants per legitimar el seu poder. També, més tard, se li donà categoria de déu creador. Formava una triada amb Hurakan i Tepeu, déus del foc i el cel, respectivament.
D'altra banda, la serp emplomallada, representant del foc, es repetia constantment en les creacions dels maies. Decoraven temples, palaus i pistes de joc de pilota amb la seua imatge. Era una deïtat protectora, benèfica, que havia governat el món en la segona era, que acabà quan el món fou devastat per huracans fortísims i els humans foren convertits en micos.
Segons una llegenda, al final de la creació Kukulkan revelà l'existència del cacau als maies, que l'utilitzaren com a moneda local, doncs era un aliment molt valorat.
Segons el mite, Tezcatlipoca i la serp emplomallada es transformaren en grans arbres i s'elevaren cap al cel per sobre de la terra. Llavors, Quetzacoatl baixà al món inferior i replegà els ossos de les persones mortes en els cataclismes que donaren fi a cada era. La carn humana fou creada quan aquesta matèria fou molta i barrejada amb la sang penitencial dels déus. Després d'aquesta "recreació" dels humans, ells van tornar a fer la llum. El déu Nanahuatzin es llançà a un foc i màgicament es transformà en el Sol naixent. Quan es va quedar immòbil, els altres déus li van donar la sang perquè tinguera l'energia necessària per continuar el seu recorregut pel cel.
La figura de Quetzacoatl no sempre fou la d'un déu. Tot i que hi ha imatges seues al seu temple a Teotihuacan, durant èpoques posteriors se'l confongué amb una figura històrica anomenada Ce Acatl Topiltzin Quetzacoatl, cap dels tolteques de Tula.

#### Mitologia amazònica
En la mitologia amazònica del Brasil, hi ha un mite referent a l'origen del foc que narra les aventures d'un adolescent anomenat Botoque, que fou abandonat pel seu cunyat major mentre recollien ous de guacamai a la jungla.
Durant el temps en què estigué perdut, Botoque conegué el jaguar, amb què feu amistat. El jaguar i la seua dona eren els únics que posseïen foc al món. Aquesta última era particularment hostil al xic, per la qual cosa aquest la matà, n'agafà algunes brases i marxà a sa casa. Els de la tribu, en veure els magnífics regals que Botoque portava, assaltaren la casa del jaguar i la despullaren dels objectes de valor. Enfuriat per l'acció del xic, ara el jaguar menja l'aliment cru mentre els humans el couen.
Segons Nicholas Saunders, el mite revela l'origen de la civilització i l'aspecte "animal" del foc, que en certa manera és donador de vida, però també destructor. S'hi veu una transmutació, tema bastant comú en la mitologia d'aquesta zona.

#### Mitologia guaraní

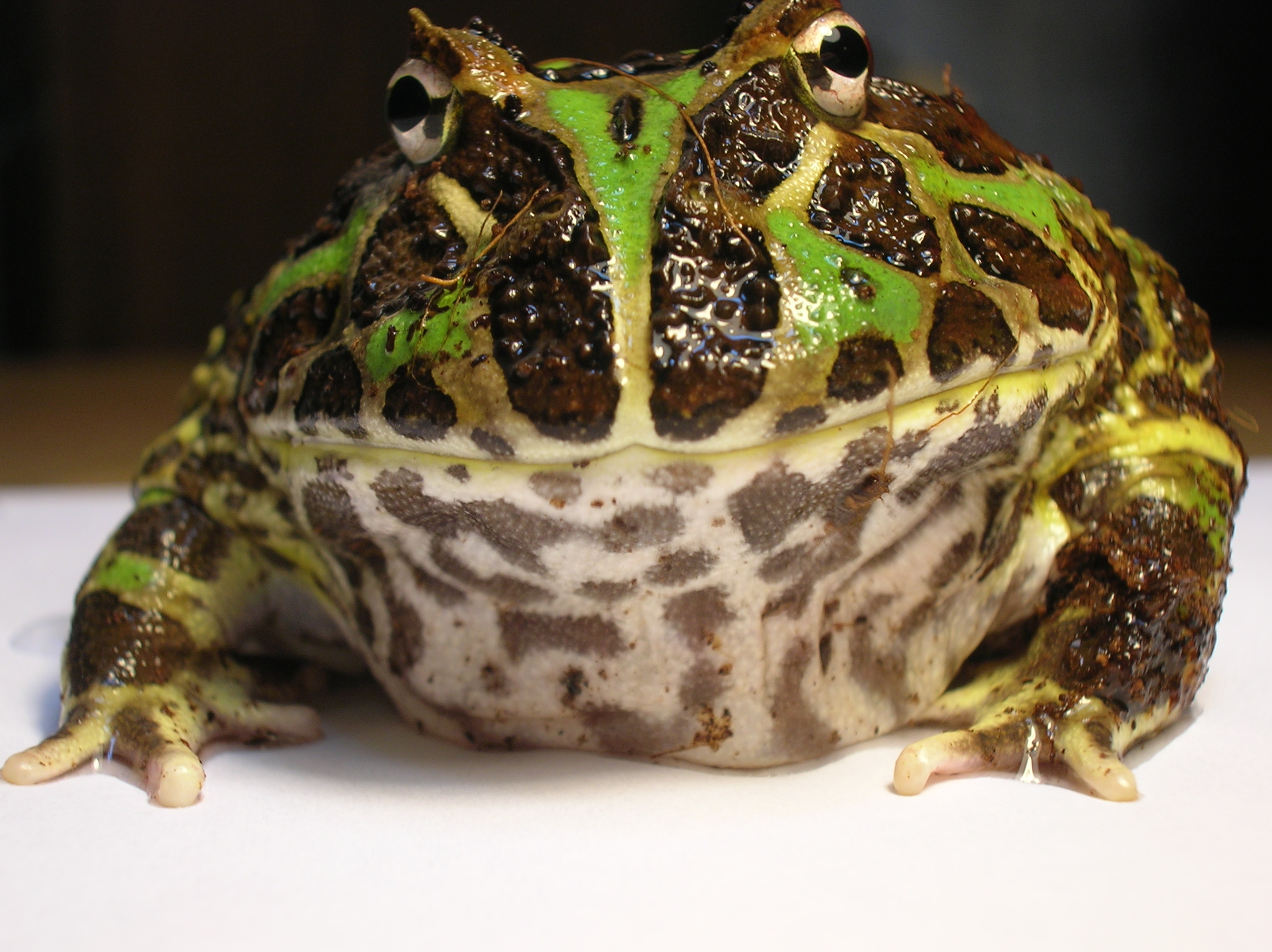
El gripau és un animal considerat savi en la mitologia guaraní

En la mitologia guaraní, és a dir, la que correspon a una de les tribus aborígens més importants de Sud-amèrica, hi ha un mite sobre l'origen del foc, que parla a més de l'origen del color cendrós del plomatge del colom feréstec i dels motius pels quals els gripaus de qualsevol espècie inflen el cos davant l'amenaça de perill.
Segons aquest mite, al principi els humans no tenien foc, per la qual cosa menjaven la carn crua i passaven fred, però un dia un colibrí els avisà que els zopilots sí que en tenien, i el colom fou enviat per trobar-lo. Malgrat que tractà d'agafar-ne unes brases, es cremà totalment i es llançà a un riu: per això el seu plomatge, abans tan colorit, és gris ara. Un temps més tard, hi fou enviat el gripau, que es feu el mort per despistar els zopilots: caigueren en el seu parany, i encengueren una foguera; ell es guardà al ventre unes flames i aire per conservar-les bé. Quan arribà a la tribu, els va atorgar aquest regal. Quan els nens molesten al gripau, aquest s'unfla per recordar-los que fou ell qui va portar el foc i que mereix respecte.